# Glavatičići
Glavatičići (srbsky Главатичићи) je malá vesnice a přímořské letovisko v Černé Hoře. Je součástí opčiny města Kotor, od něhož se nachází asi 16 km jihozápadně. V roce 2003 zde žilo celkem 69 obyvatel.
Sousedními letovisky jsou Bigova a Zagora.